# 蠻牛戰士
《蠻牛戰士》（英語：Buffalo Soldiers）是一部2001年美國劇情片，改編自羅勃·歐康納著於1993年的小說，描述一幫駐德美國軍人在柏林圍牆倒塌的1989年進行不法勾當。由瓦昆·菲尼克斯、安娜·派昆等人主演、葛雷·喬丹執導。
《蠻牛戰士》於2001年多倫多國際電影節進行了首映會。但作為一部諷刺美軍的作品，本片因為首映會同年的九一一襲擊事件時機敏感，而將美國的發行日期推遲至2003年7月25日。

## 情節
雷·艾武是一名美國陸軍專業下士，1989年時隨著第317補給營（317th Supply Battalion）在西德斯圖加特的美軍基地服役，擔任補給士、也幫基地指揮官博曼上校處理文書業務。由於海外派駐生活平淡而無聊，於是將腦筋動到了部隊內的黑市交易上。艾武在無能的博曼上校面前表現成一位親近又有自信的模範下屬，暗中卻替白天當憲兵、晚上當藥頭的薩德中士（Sergeant Saad）製作海洛英、甚至與上校的老婆私通。
之後，艾武的連上換了一位連士官長，羅伯特·李。這位險惡又機智的新長官，很快便察覺到艾武之流的諸多士兵們正在基地內不法貪財。某天，由於一群坦克兵吸食了基地內走私來的毒品，而在演習時將坦克撞進德國小鎮上的加油站，引發的大火使2位路過的美軍卡車駕駛在下車觀看時被燒死。艾武和兩位同袍意外發現卡車上無人運送的槍械能賺進5百萬美金，便將滿車軍火竊走，藏在基地附近的導彈設施內。
李士官長盯上了艾武從事的不法交易，艾武試圖向他行賄不成，連因黑市買賣而得的財產、及原本被上級給予的優待都遭到剝奪。除此之外，還讓一名新來的二等兵諾爾住進艾武原本的單人房。為了激怒李士官長，艾武看上了士官長活潑叛逆的女兒蘿蘋，開著自己靠黑錢買來的新車，當著士官長的面將蘿蘋接出去參加鎮上的派對，之後更在士官長住宅的窗下和她在車裡親熱。當艾武覺得自己勝了一棋的時候，卻在第二天被叫去參加打靶練習時，發現昨天開的新車被士官長挪來當靶標，被同袍打得千瘡百孔。之後，李士官長又在士兵私藏毒品的內務櫃裡設置了手榴彈陷阱，使艾武的一名好友史通尼在取毒時被炸死。
艾武決定將之前竊取的軍火賣給一位在德國的土耳其毒犯，但因為對方的交易條件裡要求了大量的毒品，艾武只得燃煮大批的海洛英。此時又由於薩德中士和艾武的室友諾爾發生了打鬥，艾武為了救諾爾而動用了原先製成的毒品。在必須盡快賣出導彈設施內的私竊軍火、如期備齊所需毒藥的情況下，艾武出賣了博曼上校，使他的單位在與另一個團競爭的軍演中落敗，並趁機將武器運出導彈射施。這最後導致了博曼上校無法升上將軍，而被迫退役。上校由始至終都不知道自己被下屬背叛。
柏林圍牆被東西德民眾鑿下的當天晚上，艾武的朋友們和薩德中士的一夥憲兵在地下室監看毒藥燉製。而艾武趁夜潛入營區的游泳池，與蘿蘋私會。然而原本在地下室的諾爾卻和李士官長衝了進來。原來諾爾實際上是陸軍督察長辦公室（Inspector General's Office）派來的少尉， 喬裝成新兵入住宿舍調查艾武。他把蘿蘋抓到車上，而李士官長則將艾武痛打了一陣，接著將艾武銬起來，帶到製作毒藥的同棟樓上。蘿蘋告訴諾爾說自己的爸爸準備殺掉艾武，而諾爾改而決定前往阻止李士官長越軌。與此同時，諾爾指揮的一組突擊隊闖入地下室準備逮人，但已經吸入毒氣、精神錯亂的薩德中士卻舉槍朝突擊隊射擊，使隊員們開槍打死了地下室內大部分的人，而燉煮毒藥的設備也因無人操作而逐漸過熱。在樓上，準備將艾武從窗戶推落的李士官長和拿槍指著他們的諾爾僵持不下時，已經失控的毒藥加熱設備引發了大規模氣爆，諾爾被烈焰吞噬，艾武連忙用手銬套住李士官長的脖子，使兩人一起摔落樓下。艾武將士官長壓在身體下落地，而逃過一死。
本片結尾採用了諷刺的結局。美軍在事件後將艾武從德國調到夏威夷，並給他頒發了勛獎（而李士官長在死後得到了銀星勳章），而艾武在夏威夷的新長官就和博曼上校一樣遲鈍，蘿蘋也依然和艾武交往中。片末，艾武向新長官提出一份大量補給品的申請清單，暗示他又準備在夏威夷的基地大幹一票。

## 演員
- 瓦昆·菲尼克斯 飾 雷·艾武，陸軍專業下士（SPC Ray Elwood）
- 艾德·哈里斯 飾 博曼，陸軍上校（COL Berman）
- 史考特·葛倫 飾 羅伯特·李，陸軍一等士官長（1SG Robert E. Lee）
- 安娜·派昆 飾 蘿蘋·李（Robyn Lee）
- 哈魯克·比爾吉内爾（英语：Haluk Bilginer） 飾 土耳其毒犯
- 伊莉莎白·麥戈文 飾 博曼上校夫人
- 蓋布瑞·曼恩（英语：Gabriel Mann） 飾 布萊恩·諾爾，陸軍二等兵／少尉（Pfc./2nd Lt. Brian Knoll）

## 評價
儘管本片上映後成為票房毒藥，但影評方面表現不錯，在爛番茄的新鮮指數是72%。